# LFG Roland D.VI
L'LFG Roland D.VI, identificato più semplicemente anche come Roland D.VI, era un caccia monoposto biplano sviluppato dall'azienda aeronautica tedesco imperiale Luft-Fahrzeug-Gesellschaft (LFG) GmbH negli anni dieci del XX secolo.
Realizzato per abbinare le caratteristiche della fusoliera semimonoscocca adottata dai precedenti modelli ad una diversa tecnica di costruzione al fine di aumentarne la produttività, venne utilizzato dai reparti da caccia (Jasta) della Luftstreitkräfte, la componente aerea del Deutsches Heer (l'esercito imperiale tedesco), nella parte finale della prima guerra mondiale.

## Storia del progetto
Con lo scoppio del primo conflitto mondiale, data l'esigenza sempre più pressante di disporre nel più breve tempo possibile di nuovi velivoli da inviare ai reparti operativi anche nella Germania imperiale, l'Idflieg raccomandò che i progetti più promettenti fossero costruiti su licenza dalle varie aziende aeronautiche presenti sul territorio nazionale. Tra queste vi era anche la Luft-Fahrzeug-Gesellschaft che aveva iniziato a produrre alcuni modelli progettati dall'Albatros Flugzeugwerke acquisendone la particolare tecnica costruttiva basata su una fusoliera semimonoscocca a sezione ellissoidale ricoperta in pannelli di compensato sagomato, particolarità tecnica che permetteva una superficie più liscia ed omogenea a vantaggio dell'aerodinamicità complessiva.
La tecnica venne adottata anche dall'ufficio tecnico dell'azienda nella progettazione di modelli autoctoni, tuttavia il processo produttivo era gravato dalla maggior complessità che si ripercuoteva negativamente sulla produttività. Per ovviare al problema quando l'azienda avviò lo sviluppo, nel 1917, del nuovo caccia Roland D.VI, l'ufficio di progettazione decise di adottare una tecnologia mutuata dalla cantieristica, utilizzando lo stesso metodo adottato nella costruzione delle piccole imbarcazioni in legno, ovvero con singoli listelli di legno uniti fra loro a formare un fasciame. Questi andavano a ricoprire la struttura sottostante, sempre monoscocca, ma i tempi di costruzione venivano ridotti.

## Varianti

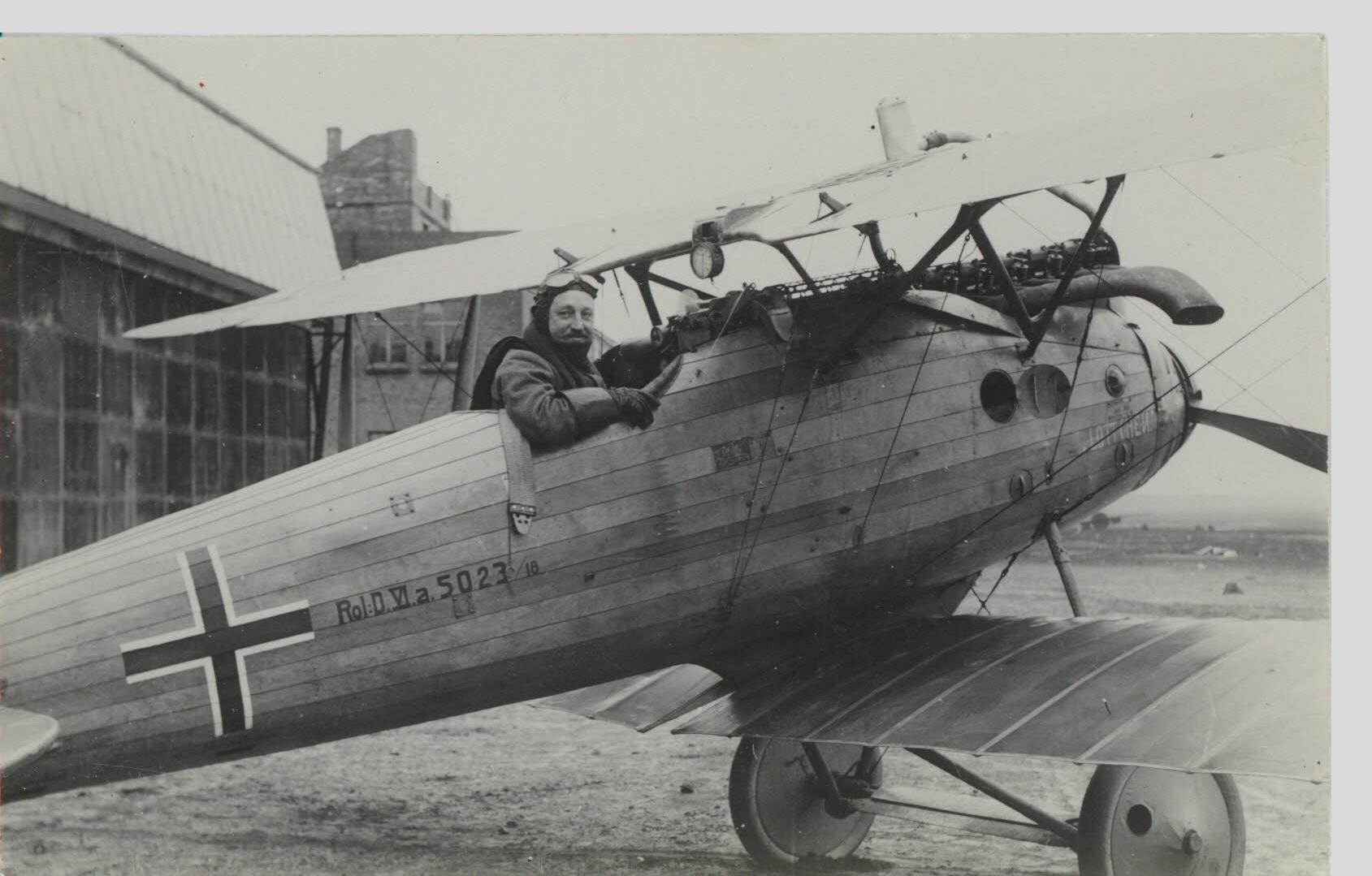
LFG Roland D.VIa

D.VI
versione equipaggiata con motori Mercedes D.III da 160 PS (118 kW).
D.VIa
versione equipaggiata con motore Mercedes D.IIIaü da 180 PS (132 kW).
D.VIb
versione equipaggiata con motore Benz Bz.IIIav da 200 PS (132 kW).

## Utilizzatori
Germania
- Luftstreitkräfte
- Kaiserliche Marine